# حفن
قرية حفن تقع على البر الشرقى لنهر النيل، وعلى بعد عشرات الكيلومترات بجنوب مدينة المنيا، لكنها معروفة بأنها مسقط السيدة ماريا القبطية زوجة الرسول، والتي أهداها له المقوقس حاكم مصر في العام السابع للهجرة.
مرّت القرية بعدة تسميات على مر العصور، ففي العصر الفرعوني كانت تُعرف باسم بِسِه، نسبة إلى أحد الآلهة الفرعونية، ثم أُنشئت فوقها مدينة تُدعى هبنو آتي، سُميت باسم الطبيب الخاص بالملك رمسيس الثاني. وفي العصر الروماني، وتحديدًا عام 117 ميلادية، مرّ الإمبراطور الروماني هادريان بالمنطقة أثناء رحلة نيلية، وكان يصحبه غلام يُدعى أنطونيوس، الذي غرق في النيل أثناء محاولته إنقاذ الإمبراطور من الغرق.
تأثر هادريان بهذا الحادث، فأسّس مدينة جديدة في موقع القرية سماها أنتينوبوليس تكريمًا للغلام، وأنشأ فيها شوارع وحدائق ومباني ضخمة، وقدم امتيازات كبيرة لمن ينتقل إليها، فاستوطنتها عائلات رومانية ويونانية. وقد أصبحت هذه المدينة في العصر الروماني ثاني أكبر مركز تجاري في مصر بعد الإسكندرية، بل حصلت على امتيازات تفوق الإسكندرية في بعض الفترات.
مع مرور الوقت، وبعد ضعف الدولة الرومانية ثم البيزنطية، بدأ اسم أنتينوبوليس في التلاشي، وعُرفت المنطقة باسم حفن، وهو الاسم الذي استمر حتى الفتح الإسلامي لمصر في القرن السابع الميلادي.
من الجوانب الاجتماعية البارزة في تاريخ صعيد مصر أنه كان أحد المصادر الرئيسية لاستقدام العبيد والجواري والخدم في فترات تاريخية مختلفة، خاصة في العصر الروماني وبدايات العصر الإسلامي. وكان يتم أخذ أفراد من صعيد مصر عبر الهدايا أو التجارة أو الأسر، ونقلهم إلى مراكز الدولة أو بيعهم في الأسواق.
ومن الأمثلة الموثقة على ذلك، ماريا القبطية، الجارية التي أهداها المقوقس للنبي محمد صلى الله عليه وسلم، وكانت من قرية حفن بصعيد مصر، وأختها سيرين التي أهداها لحسان بن ثابت، وابن عمّهما مأبور القبطي، الذي رافقهما كخادم. تعكس هذه النماذج أن صعيد مصر كان مصدرًا للعبيد والخدم في العالم القديم، ضمن سياق اجتماعي واقتصادي معقد، يرتبط بالعزلة الجغرافية والهيمنة الأجنبية على مصر في تلك الفترات.

## ماريا القبطية
هي ماريا بنت شمعون، أنجبت لرسول الله ثالث أبنائه الذكور، إبراهيم الذي توفي وهو طفل صغير. كان شمعون والد السيدة ماريا عظيما من عظماء القبط، وقد قدمت ماريا إلى المدينة المنورة سنة 7 هجرية، وقد أنجبت إبراهيم بعد مرور عام من قدومها للمدينة لكنه مات قبل أن يكمل عامه الثانى فحزنت ماريا، رضى الله عنها، حزناً شديداً.
عاشت ماريا ما يقارب خمس سنوات في ظلال الخلافة الراشدة وتوفيت في المحرم من السنة السادسة عشرة. ودعا عمر بن الخطاب الناس وجمعهم للصلاة عليها فاجتمع عدد كبير من الصحابة من المهاجرين والأنصار ليشهدوا جنازة ماريا، التى دفنت إلى جانب نساء أهل البيت النبوى وإلى جانب ابنها إبراهيم.